# 邁阿密灘 (新澤西州)
邁阿密灘（英語：Miami Beach）是位於美國新澤西州開普梅縣的非建制地區。

## 地理
邁阿密灘所處的海拔為高於海平面1米（即3英呎），而該地所採用的時區為UTC-5，即北美东部时区（EST）。同時該地設有夏令時間，為UTC-5調快一小時，即UTC-4（EDT）。